# C/1887 B1 (Großer Südkomet)
C/1887 B1 (Großer Südkomet) war ein Komet, der im Jahr 1887 auf der Südhalbkugel mit dem bloßen Auge gesehen werden konnte. Er wird aufgrund seiner außerordentlichen Helligkeit zu den „Großen Kometen“ gezählt.

## Entdeckung und Beobachtung
Am 11. Januar 1887 war der Komet von der Erde aus gesehen ab etwa 22:11 Uhr UT für 35 Minuten hinter der Sonne vorbeigegangen und auf der gegenüberliegenden Seite etwa 20 Minuten nach der Zeit seiner größten Annäherung an die Sonne wieder erschienen. Dieses Ereignis blieb aber noch unbeobachtet.
John Macon Thome entdeckte diesen Kometen am Abendhimmel des 18. Januar 1887 (Ortszeit) in Córdoba (Argentinien), er beschrieb ihn als „so schwach und illusorisch in der Dämmerung“, dass er ihn kaum erahnen konnte. Später stellte sich heraus, dass der Komet bereits etwa 6 Stunden zuvor von einem Farmer und einem Fischer bei Blauwberg in Südafrika gesehen worden war. Einen Tag später wurde er dort auch in Grahamstown und Fraserburg gesehen.
Bis Ende Januar wurde der Komet an vielen Observatorien der Südhalbkugel beobachtet. Thome beschrieb die Erscheinung als „präzise dem Kometen von 1880 gleichend“. Am 22. Januar zeigte sich der Schweif des Kometen als ziemlich gerades, blasses Lichtband von 30 bis 35° Länge, allerdings konnte kein Kopf des Kometen am Beginn des Schweifs festgestellt werden. Auch an den folgenden Tagen, als sich die Schweiflänge bis zu 40° entwickelte, konnte trotz sorgfältiger Suche kein Kern beobachtet werden. Der Kopf des Kometen erschien nur wie eine „sehr diffuse neblige Masse“, die durch eine Lücke vom Schweif getrennt war.
Am 28. Januar hatte der Schweif noch eine Länge von 20°, er verblasste aber rasch, so dass er am 30. Januar zum letzten Mal durch John Tebbutt in Windsor (New South Wales) gesehen wurde.
Der Komet erreichte eine Helligkeit von 2 mag.

## Wissenschaftliche Auswertung
Kometen, die so nahe an der Sonne vorbeigehen wie der Große Südkomet von 1887, haben den Astronomen seit über 300 Jahren Rätsel gestellt. Seit nachgewiesen wurde, dass der Große Komet C/1680 V1 die Sonnenoberfläche in Abstand von nur 200.000 km fast gestreift hatte, fragten sie sich zum einen, wie Kometen so etwas überstehen können, und zum anderen, wann ein solcher Sonnenstreifer zuvor schon einmal erschienen sein könnte.
Als die wahrscheinlichsten Kandidaten für eine frühere Erscheinung des Großen Märzkometen von 1843 wurden lange Zeit drei oder vier Kometen aus dem letzten Drittel des 17. Jahrhunderts (nicht der Komet von 1680) angesehen. Als Umlaufzeit des Kometen wurden Werte von 175 Jahren bis herab zu völlig unmöglichen 7 Jahren vermutet. Direkte Berechnungen, die auf den Beobachtungen des Kometen basieren, zeigten aber, dass die Umlaufzeit wahrscheinlich nicht kürzer als 400 bis 500 Jahre sein kann.
Als im Jahr 1880 der Große Südkomet C/1880 C1 erschien, der in fast demselben Orbit umlief, hatten trotzdem die Befürworter einer 35- bis 40-jährigen Periode wieder eine große Zeit. Als dann 1882 auch der Große Septemberkomet C/1882 R1 wieder mit einem sehr ähnlichen Orbit erschien, wurde schon vermutet, dass dieser Sonnenstreifer durch Reibung in einem die Sonne umgebenden festen Medium bei jeder Wiederkehr sehr stark abgebremst worden wäre. Dies erwies sich aber als nicht zutreffend, da die Beobachtungsdaten des Kometen von 1882 eine Umlaufzeit von mehreren Jahrhunderten ergaben.
Die Schlussfolgerung daraus war, dass es eine Anzahl von verschiedenen Kometen geben müsse, die sich in praktisch demselben sonnenstreifenden Orbit bewegen. Daniel Kirkwood war der erste, der 1880 vorschlug, dass die sonnenstreifenden Kometen eine solche Kometengruppe bildeten. Er vermutete, dass die Kometen von 1843 und 1880 Bruchstücke des Kometen von –371 sein könnten, der nach dem Bericht des griechischen Historikers Ephoros in zwei Teile gebrochen war. Auch der Komet von 1882 zerbrach während seines Vorbeigang an der Sonne in mehrere Fragmente. Einige Jahre später wurde mit dem Großen Südkometen C/1887 B1 ein weiteres Mitglied dieser Kometengruppe identifiziert.
Die Sonnenstreifer wurde dann von 1888 bis 1901 sehr intensiv von Heinrich Kreutz untersucht, der vermutete, dass alle Mitglieder der später nach ihm Kreutz-Gruppe benannten Kometengruppe von einem ursprünglichen Körper abstammten, der bei seinem Vorbeigang an der Sonne zerbrochen sei. Er identifizierte noch weitere mögliche Mitglieder der Gruppe, und auch im 20. Jahrhundert erschienen noch weitere Gruppenmitglieder in den Jahren 1945, 1963, 1965 und 1970.
Brian Marsden untersuchte 1967 die Bahnen der bis dahin bekannten Kometen der Kreutz-Gruppe und zeigte, dass deren Mitglieder nach ihren leicht unterschiedlichen Bahnelementen in zwei Untergruppen aufgeteilt werden können. Der Sonnenstreifer C/1887 B1 gehört damit zusammen mit C/1843 D1 zu den Repräsentanten der Untergruppe I. In der Folge gab es viele Versuche, die möglichen Zerfallsprozesse und resultierenden Bahnen der Sonnenstreifer theoretisch zu erfassen, insbesondere durch Zdenek Sekanina und andere.
In sehr umfangreichen Untersuchungen wurden schließlich von Sekanina und Paul W. Chodas neue Theorien über Ursprung und Entwicklung der Kreutz-Kometengruppe entwickelt, die derzeit den aktuellen Wissensstand wiedergeben. Demnach kann nach dem Modell der zwei Superfragmente davon ausgegangen werden, dass alle Sonnenstreifer der Kreutz-Gruppe von einem sehr großen Vorgängerkometen mit nahezu 100 km Durchmesser abstammen, der möglicherweise im späten 4. Jahrhundert oder frühen 5. Jahrhundert einige Jahrzehnte vor seinem damaligen Vorbeigang an der Sonne in zwei etwa gleich große Teile zerbrochen ist. Die beiden Superfragmente vollführten einen weiteren Umlauf um die Sonne und Superfragment I erschien wieder im Jahr 1106 als der berühmte Sonnenstreifer X/1106 C1. Superfragment II erschien nur wenige Jahre früher oder später, entging aber durch ungünstige Sichtungsbedingungen offenbar der Beobachtung, da es darüber keine Berichte gibt. Beide Superfragmente zerbrachen kurz nach ihrem damaligen extrem nahen Vorbeigang an der Sonne, innerlich geschädigt durch die enormen Gezeitenkräfte, erneut in weitere Bruchstücke (Kaskadierende Zersplitterung): Superfragment I zerfiel zunächst in zwei weitere Teile, das erste erschien später als der Komet C/1843 D1, das andere Teil zerfiel noch einmal etwa drei Jahre danach in die beiden später als die Kometen C/1880 C1 und C/1887 B1 erschienenen Sonnenstreifer. Der Komet von −371 hatte dagegen, wie sich herausstellte, keinerlei Beziehung zur Kreutz-Gruppe.

## Umlaufbahn
Für den Kometen konnten zunächst nur sehr stark voneinander abweichende Umlaufbahnen bestimmt werden, was in der Schwierigkeit begründet lag, dass keine genauen Positionen für den nicht beobachteten Kometenkern abgeleitet werden konnten. Aus vorhandenen Beschreibungen der Schweiforientierung gelang es Sekanina & Chodas aber 2004, aus 15 Beobachtungsdaten über 9 Tage zunächst eine parabolische Umlaufbahn zu bestimmen. Die Parameter sind in der Infobox angegeben. Die folgenden Angaben beruhen auf den danach weiter verbesserten Bahnelementen für den Kometen, die von Sekanina & Chodas aus theoretischen Überlegungen und unter Verwendung moderner mathematischer Methoden, mit der Berücksichtigung aller Planetenstörungen und relativistischer Effekte angenommen wurden. Danach beschrieb der Komet eine extrem langgestreckte elliptische Umlaufbahn, die um rund 144° gegen die Ekliptik geneigt war. Der Komet lief damit im gegenläufigen Sinn (retrograd) wie die Planeten durch seine Bahn. Der Wert für die Große Halbachse betrug 91,7 AE und die Exzentrizität 0,999947. Im sonnennächsten Punkt der Bahn (Perihel), den der Komet am 11. Januar 1887 durchlaufen hat, befand er sich mit etwa 0,723 Mio. km Sonnenabstand nur etwa 26.000 km oder knapp 4 % eines Sonnenradius über deren Oberfläche. Bereits am 22. Dezember 1886 hatte er sich der Erde bis auf 0,57 AE/85,7 Mio. km genähert. Etwa 44 Minuten vor seinem Periheldurchgang passierte er die Venus in 108,1 Mio. km Abstand. Der Kern des Kometen hat sich kurz nach seiner extrem dichten Annäherung an die Sonnenoberfläche aufgelöst, da nach dem Vorbeigang des Kometen an der Sonne nur noch sein kopfloser Schweif beobachtet werden konnte.
Nach den neueren Untersuchungen war der Komet zusammen mit C/1880 C1 wahrscheinlich ein sekundäres Bruchstück des sonnenstreifenden Kometen X/1106 C1, danach hätte seine Umlaufzeit bis zu seiner letzten Passage des inneren Sonnensystems etwa 780 Jahre betragen.